# 番所大滝
番所大滝（ばんどころおおたき、ばんどこおおたき、詳細は#名称を参照）は、長野県松本市安曇番所にある滝。

## 概要
長野県道84号乗鞍岳線から急で細い遊歩道を5分ほど下ったところにある。落差40m、幅15mで、滝を見渡す滝見台まで水しぶきが上がることもある。乗鞍岳の麓、乗鞍高原としては下部に位置し、三本滝、善五郎の滝とともに「乗鞍三滝」と称される。

## 周辺
県道脇に広い駐車場とトイレがあり、「番所大滝」バス停がある。
滝に下る遊歩道よりも10mほど上流に、やはり下に向かう遊歩道がある。これはJA支所の上側まで通じており、「千間淵（せんげんぶち）」を見下ろすことのできる千間淵遊歩道である。遊歩道自体は安全に整備されているが、遊歩道から逸脱したりすると危険な箇所も多い。千間淵遊歩道は、ゆっくり歩いても20分程度で歩き通すことができる。番所大滝と千間淵の間に「番所小滝」がある。
番所大滝・千間淵の周辺では、5月にはヒメイチゲ、6月にはイワカガミ・ヤマツツジ、7月にはヤグルマソウの花を、10月にはハウチワカエデ・コミネカエデの紅葉を楽しむことができる。
少し下側に大野川小中学校と「御池」があり、さらにわずか下った所に梓水神社がある。また、バス停1つ分上流側の「千間淵」バス停の所にJAが（販売店舗はなくATMとオフィス）、さらに少し上にJAのガソリンスタンドがある。

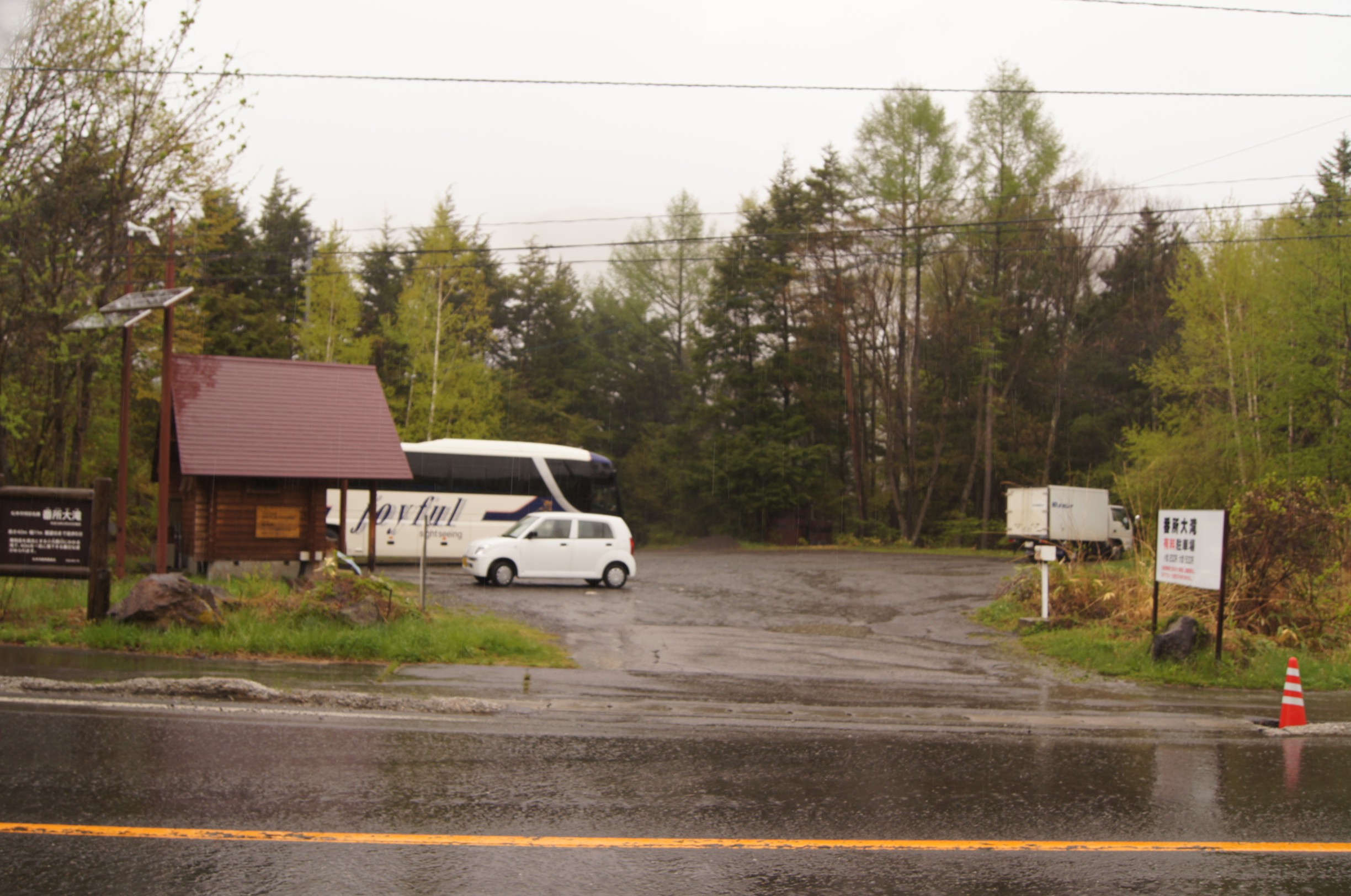
県道沿いにある駐車場。写真右奥に大滝に下る通路がある
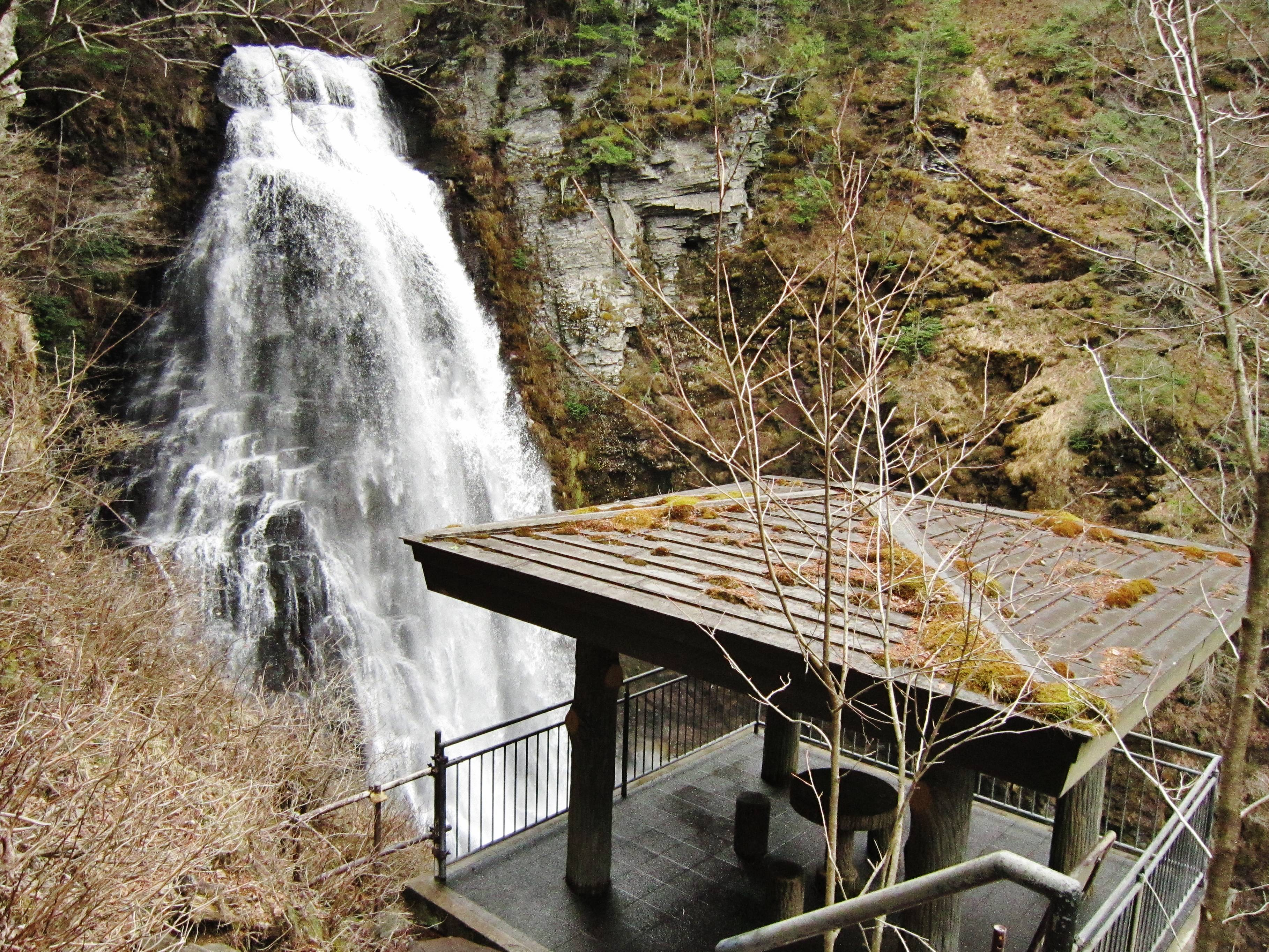
滝手前の展望台
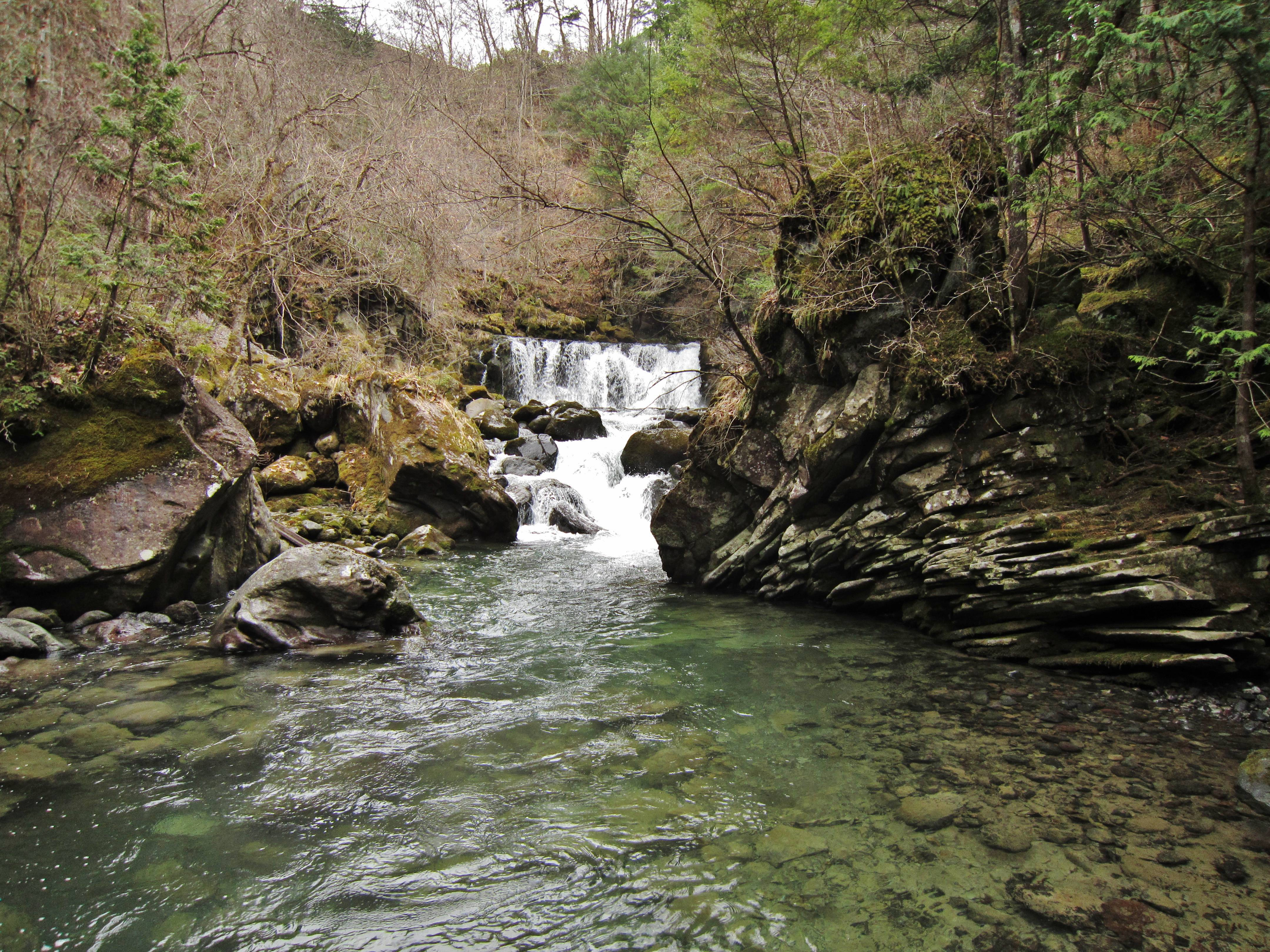
番所大滝の上流にある番所小滝
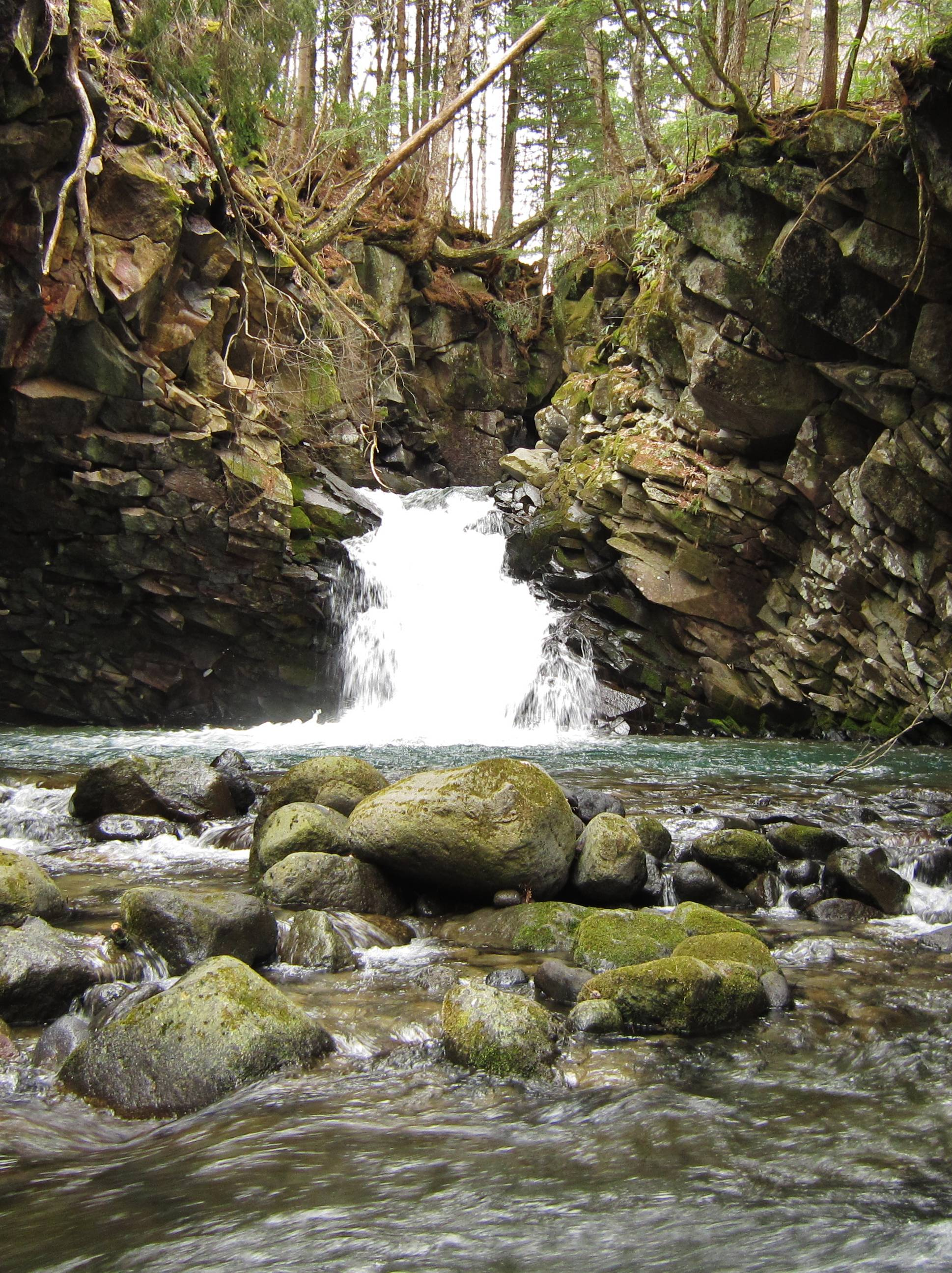
番所大滝・小滝の上流にある千間淵

## 名称
「番所」の読みについて、いくつかの書籍では「ばんどこ」としているが、松本市教育委員会の運営するwebページや現地案内板、道路標識では「ばんどころ」としている。

## 交通アクセス
- アルピコ交通バス「番所大滝」バス停脇には駐車場がある。狭くて急な遊歩道を約5分下る。